# Unirea Slobozia
Unirea Slobozia (właśc. Asociația Fotbal Club Unirea 04 Slobozia) – rumuński klub piłkarski z siedzibą w  mieście Slobozia. Absolutny beniaminek Liga I w sezonie 2024/2025.

## Historia
Przez większość swojej historii, Unirea Slobozia rywalizowała na II i III szczeblu rozgrywkowym Rumunii. W 2004 roku doszło do rozwiązania zespołu z powodów finansowych. W jego miejsce powstał klub AFC Unirea 04 Slobozia, który dalej rywalizował na II i III szczeblu. Przełomowy okazał się sezon 2023/2024, w którym to klub wygrał rozgrywki Ligi II uzyskując historyczny awans do Ligi I. Premierowym spotkaniem była rywalizacja z Hermannstadt, która zakończyła się remisem 1:1. Historyczne zwycięstwo odnieśli w 5. kolejce sezonu, kiedy to pokonali 1:0 Sepsi OSK.

## Osiągnięcia
- Liga I:
  - Występ w sezonie 2024/2025
- Liga II:
  - Zwycięstwo: 2024[1]